# Trąbonos wielkołuski
Trąbonos wielkołuski (Marcusenius macrolepidotus) – gatunek słodkowodnej, wędrownej ryby kostnojęzykokształtnej z rodziny mrukowatych (Mormyridae).

## Występowanie
Dawniej Marcusenius macrolepidotus był uważany za gatunek szeroko rozprzestrzeniony w Afryce Południowej i Wschodniej. W literaturze akwarystycznej opisywano go z dorzecza Nigru w Afryce Zachodniej. Na podstawie analizy cech morfologicznych, genetyki molekularnej i sygnałów elektrycznych ustalono, że pod nazwą Marcusenius macrolepidotus kryje się kompleks gatunków, w obrębie którego wyróżniono już kilka nowych, a możliwe jest istnienie dalszych. Pod tą nazwą opisywany jest obecnie gatunek występujący w środkowym i dolnym biegu rzeki Zambezi oraz w dorzeczu rzeki Buzi na południe od Zambezi. Możliwe, że występuje również w jeziorze Malawi. 
Jest gatunkiem wędrownym, potamodromicznym. Preferuje wody gęsto porośnięte roślinnością, nad mulistym dnem, przy brzegach rzek i terenów zalewowych. W preferowanych siedliskach występuje licznie, spotykany w ławicach.

## Cechy morfologiczne
Głowa i ciało bocznie ścieśnione. Otwór gębowy znajduje się w położeniu końcowym. Żuchwa wystaje przed szczęką. Płetwa grzbietowa przesunięta do tyłu, w odległości około 2/3 długości standardowej od pyska. Płetwa odbytowa położona naprzeciwko grzbietowej. Łuski duże, stąd naukowa (macrolepidotus) i zwyczajowa (wielkołuski) nazwa gatunku. Tył i boki ciała srebrzystoszare, grzbiet ciemniejszy, boki jaśniejsze. Ciemnoszare plamy na bokach i na płetwach nieparzystych, szczególnie na ogonie, ale nie występują na głowie i brzuchu. U samców osiągających dojrzałość płciową na nasadzie płetwy odbytowej tworzy się zagięcie, nieobecne u osobników młodocianych i u samic – nasada ich płetwy jest prosta.
Na całej głowie i na brzusznej oraz grzbietowej części ciała występują elektroreceptory, ale brak ich na trzonie ogonowym, gdzie znajduje się narząd elektryczny.
Długość całkowita do 32 cm, w akwariach osiąga przeciętnie około 14 cm.

## Biologia i ekologia
Ryba aktywna o zmierzchu i nocą. Żywi się bezkręgowcami, zwłaszcza larwami i poczwarkami pobieranymi z dna. Tarło odbywa podczas pory deszczowej, w płytkich miejscach, porośniętych roślinnością. Samica składa do 6000 jaj. 

## Znaczenie gospodarcze
| Zalecane warunki w akwarium | Zalecane warunki w akwarium                                                                        |
| --------------------------- | -------------------------------------------------------------------------------------------------- |
| Zbiornik                    | podłoże z drobnego piasku, gęsta roślinność w tylnej części, korzenie zapewniające cień i kryjówki |
| Temperatura wody            | 22–30 °C                                                                                           |
| Twardość wody               | 4–30°n                                                                                             |
| Skala pH                    | 6–8                                                                                                |
| Pokarm                      | mikroorganizmy, solowce, larwy muchówek                                                            |